# Filme de dança
Um filme de dança é um filme em que a dança é usada para revelar desafios inspiradores e os temas centrais do filme, sejam eles relacionados à narrativa ou à história, estados de ser ou preocupações mais experimentais e formais. Nesses filmes, a criação de coreografias normalmente existe apenas em filme ou vídeo. Os filmes de dança usam técnicas de filmagem e edição para criar reviravoltas no enredo, múltiplas camadas de realidade e profundidade emocional ou psicológica.
Filme de dança também é conhecido como a interpretação cinematográfica de obras de dança existentes, originalmente criadas para apresentações ao vivo. Quando obras de dança existentes são modificadas para fins de filmagem, isso pode envolver uma ampla variedade de técnicas cinematográficas. Dependendo da quantidade de ajustes coreográficos e/ou de apresentação a que uma obra original é submetida, a versão filmada pode ser considerada dança para câmera. No entanto, essas definições não são unânimes entre aqueles que trabalham com dança, filme ou vídeo.

## Exemplos
O DV8 Physical Theatre britânico, fundado por Lloyd Newson, é conhecido por suas versões cinematográficas de obras encenadas. A releitura de Enter Achilles (1995) para o cinema em 1996 é um exemplo seminal de dança para a câmera. Obras recentemente aclamadas incluem The Cost of Living.
A The Physical TV Company australiana, dirigida por Richard James Allen e Karen Pearlman, é conhecida por criar obras originais que são um encontro sofisticado das possibilidades do cinema com as da dança. Filmes de dança como Rubberman Accepts The Nobel Prize (2001), No Surrender (2002) e Down Time Jaz (2003) são exemplos distintos das possibilidades dessa abordagem envolvendo comédia, efeitos visuais, drama e animação.
A obra Machinima de Chris Brandt: 'Dance, Voldo, Dance', que utiliza personagens de jogos de computador do jogo Soulcalibur para encenar uma dança coreografada ao vivo. Dois jogadores executam simultaneamente a peça de dança usando controles de videogame. A obra existiu como uma performance ao vivo na tela e, desde então, foi editada e distribuída na internet como uma obra em vídeo.
Deere John, de Mitchell Rose, parte de sua suíte Modern Daydreams, criada com os diretores artísticos da BodyVox, Jamey Hampton e Ashley Roland, que apresenta um homem executando um pas de deux com uma escavadeira John Deere de 22 toneladas. 
Flor Cósmica (1977), vídeo de Pola Weiss Álvarez, apresentado no nono Encontro Internacional de Videoarte no Museu Carrillo Gil.
A coreógrafa e cineasta britânica Liz Aggiss realizou diversos filmes de dança, incluindo o multipremiado Motion Control (2002), encomendado pela BBC Dance for Camera. Em 2012, na ARTE TV, ela deu uma entrevista na qual falou sobre a dança na tela e sua capacidade de posicionar a câmera em qualquer lugar em relação ao corpo do dançarino. Motion Control apresentou "uma Aggiss glamourosa, fixa no lugar em um espaço fechado e sem nome, com a câmera mergulhando e circulando por ali". A câmera avança velozmente em direção ao centro do corpo dela como uma planta carnívora voraz, e Aggiss luta contra ela com toda a astúcia de um artista.
Billy Cowie, que colaborou com Aggiss de 1982 a 2003, é um pioneiro dos filmes de dança em 3D, exibidos como instalações em galerias. Seus trabalhos incluem In the Flesh, Tango de Soledad, Cinco Retratos e Jenseits.